# Камбоджийская кампания

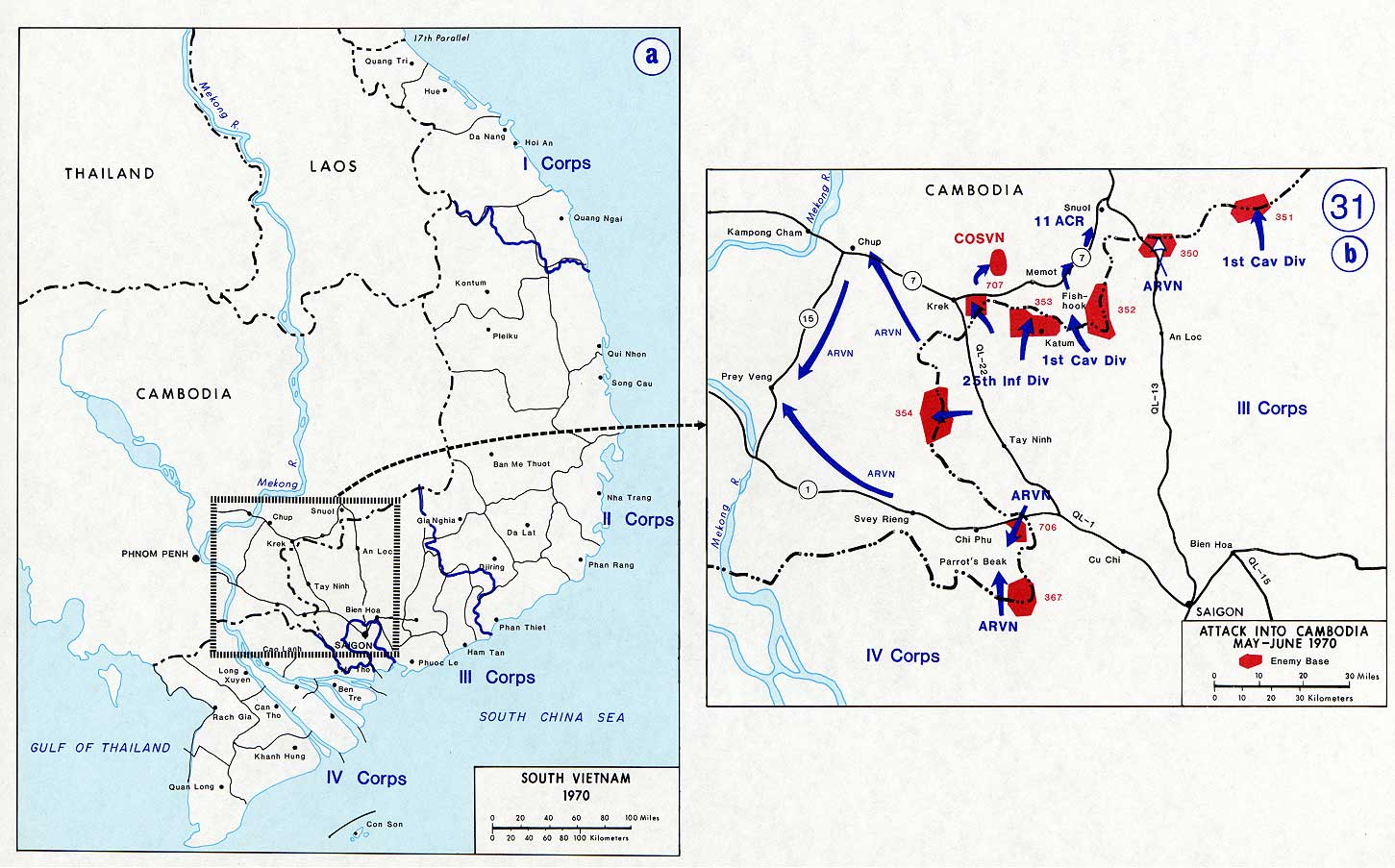
Карта, показывающая северовьетнамские базовые лагеря и действия сил союзников в начале вторжения

Камбоджийская кампания (англ. Cambodian Campaign) — общее название серии военных операций, проведённых американской и южновьетнамской армиями весной—летом 1970 года, одно из крупнейших событий Вьетнамской войны. В ходе боевых действий в Камбодже силы союзников добились определённых успехов, значение которых, однако, остаётся дискуссионным. В то же время в США операция была воспринята крайне неоднозначно и вызвала массовые студенческие протесты.

## Предыстория
Согласно Женевским соглашениям 1954 года, Камбоджа являлась нейтральным государством. Однако в ходе войны во Вьетнаме, развернувшейся в конце 1950-х годов, правитель страны принц Нородом Сианук обнаружил, что из-за своего географического положения Камбоджа неизбежно окажется втянутой в этот вооружённый конфликт. В 1965 году Сианук разорвал дипломатические отношения с США, а вскоре подписал соглашение с Северным Вьетнамом, по которому северовьетнамская армия, тайно участвовавшая в боевых действиях в Южном Вьетнаме, получала право на использование восточных районов Камбоджи в своих целях, что противоречило нейтральному статусу страны, хотя к этому времени южновьетнамские партизаны уже располагали здесь базовыми лагерями. Поскольку формально Камбоджа сохраняла нейтралитет, президент США Линдон Джонсон запретил американской армии проводить какие-либо боевые операции на её территории. Пользуясь этим, подразделения НФОЮВ и северовьетнамской армии пересекали границу, выполняли поставленные перед ними боевые задачи в Южном Вьетнаме, а затем отступали обратно для восполнения потерь и отдыха, зная, что противник не будет их преследовать.
К 1970 году в Камбодже шла гражданская война. Партизаны местного коммунистического движения, известные как «красные кхмеры», вели борьбу против центрального правительства. Это вынудило принца Сианука пойти на сближение с США и дать молчаливое согласие на проведение тайных авиационных бомбардировок восточных районов страны (операция «Меню»). В марте 1970 года, когда Сианук находился на отдыхе во Франции, в Камбодже произошёл военный переворот, в результате которого к власти пришёл проамерикански настроенный премьер-министр (и по совместительству министр обороны) генерал Лон Нол. Практически сразу после прихода к власти Лон Нол запретил партизанам НФОЮВ использовать морской порт Сиануквиль для транспортировки оружия и припасов, а от северовьетнамской армии потребовал покинуть страну. В ответ на это северовьетнамцы развернули крупное наступление против правительственных сил. К середине апреля камбоджийская армия находилась в тяжёлом положении, и речь шла о жизни или смерти правительства Лон Нола.
Тем временем в администрации США развернулась дискуссия, следует ли оказать военную помощь Лон Нолу, и если да, то в какой форме. Доминирующей была идея наземного вторжения. Не все члены администрации поддерживали её (в частности, против выступал министр обороны Мелвин Лэйрд), однако президент Ричард Никсон 26 апреля одобрил операцию.
Вторжение в Камбоджу преследовало ряд целей, в том числе:
- Оказать поддержку правительственным войскам Лон Нола;
- уничтожить базовые лагеря НФОЮВ и северовьетнамской армии в восточной части страны;
- продемонстрировать Северному Вьетнаму, что администрация США, продолжая мирные переговоры в Париже, готова при необходимости предпринять решительные действия на поле боя;
- проверить, насколько улучшилась боеспособность южновьетнамской армии в результате проведения программы «вьетнамизации»;
- найти и уничтожить Центральное управление Южного Вьетнама, главный штаб коммунистических сил на Юге (эта цель была формально провозглашена Никсоном среди основных, фактически же являлась второстепенной).

## Вторжение

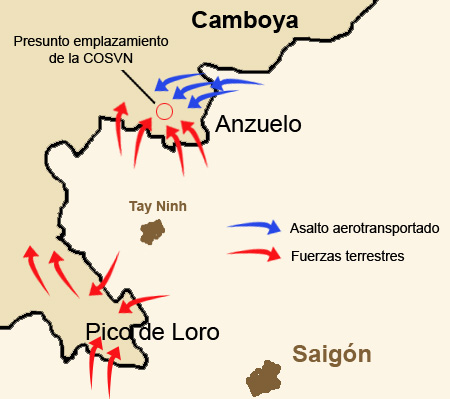
Наступления в «Клюве попугая» (западнее Сайгона) и «Рыболовном крючке» (севернее Сайгона)

Вторжение в Камбоджу проводилось силами американской и южновьетнамской армий и представляло собой серию из 13 отдельных операций, в которых принимали участие в общей сложности от 80 до 100 тысяч военнослужащих. Южновьетнамская армия уже совершила несколько разведывательных вылазок в Камбоджу на протяжении марта—апреля. Она начала основную часть вторжения 30 апреля в районе «Клюв попугая» западнее Сайгона. На следующий день объединённые американо-вьетнамские силы развернули наступление в районе «Рыболовный крючок». О размахе операции говорит тот факт, что с американской стороны в ней были задействованы части и подразделения пяти дивизий. Вопреки ожиданиям, наступавшие не встретили серьёзного сопротивления. Основная часть северовьетнамских войск в это время сражалась на западном фронте против правительственной армии Камбоджи, а подразделения, охранявшие базовые лагеря, вели против сил вторжения лишь отвлекающие действия. К примеру, две бригады американской 4-й пехотной дивизии встретили сильное противодействие противника во время высадки с вертолётов, но в следующие десять дней пребывания в Камбодже имели лишь один серьёзный огневой контакт.
Продолжая углубляться на территорию Камбоджи, американские и южновьетнамские войска находили огромные склады оружия, припасов и базовые лагеря противника. Так, лагерь, получивший название «Город» (The City), состоял из 400 жилых построек, имел авторемонтную мастерскую, госпиталь, 18 столовых и даже плавательный бассейн. Захваченные в ходе операции трофеи были самыми крупными за всю войну.

## Реакция

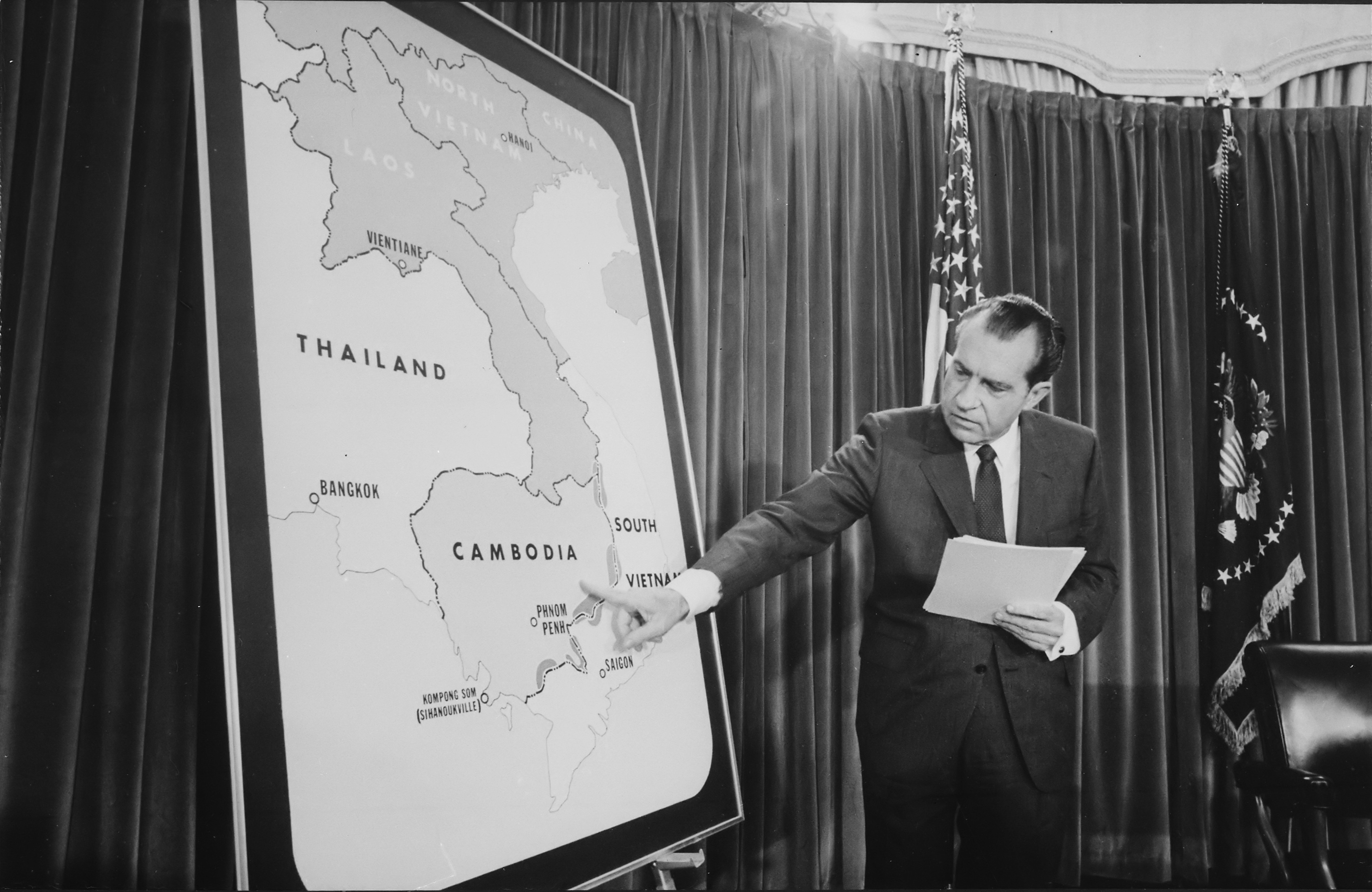
Ричард Никсон на пресс-конференции, посвящённой началу операции в Камбодже. 30 апреля 1970 года

Вторжение в Камбоджу вызвало в США самые бурные студенческие протесты за весь период войны во Вьетнаме. Многие считали, что Никсон, победивший на президентских выборах с обещаниями о достижении «почётного мира» в Индокитае, вовлёк страну в новую войну в регионе. По всей стране демонстрантами было сожжено 30 зданий Службы подготовки офицеров запаса. В 16 штатах для сохранения общественного порядка местные власти вызывали Национальную гвардию. Напряжённая обстановка привела к трагедиям: 4 мая в Кентском университете солдаты Национальной гвардии по неизвестной причине открыли огонь по толпе, убив четырёх человек. Это событие получило огромный резонанс. В Джексоновском университете погибли два человека. Однако если со стороны студенчества вторжение вызвало единогласный протест, то американское общество в целом восприняло операцию в Камбодже не так однозначно. Опросы показывали, что 50 % американцев поддерживают действия Никсона. В Нью-Йорке прошла 100-тысячная демонстрация в поддержку операции в Камбодже.
Перед лицом массовых протестов Никсон установил границу продвижения американских подразделений вглубь территории Камбоджи и объявил, что войска США покинут территорию страны 30 июня, что и было осуществлено. Южновьетнамская армия, не связанная каким-либо политическими ограничениями, оставалась в Камбодже ещё некоторое время и оказала прямую поддержку войскам Лон Нола.

## Итоги
Результаты камбоджийской кампании продолжают оставаться дискуссионными. В ходе вторжения погибло более 400 американских и около 800 южновьетнамских солдат. Потери северовьетнамцев оцениваются в 13 тысяч человек убитыми и пленными. Считается, что операция значительно отсрочила ближайшее крупное наступление северовьетнамских войск в Южном Вьетнаме, предоставив США дополнительное время на проведение программ «вьетнамизации» и умиротворения сельских районов. Захваченные трофеи были значительными (одних только боеприпасов 1800 тонн).
Вопреки некоторым утверждениям, вторжение 1970 года не является началом гражданской войны в Камбодже. Боевые действия в стране шли с 1967—1968 годов, а значительная эскалация произошла в марте 1970 года, то есть ещё до вторжения. С этого момента, однако, США начали оказывать активную военную и финансовую помощь режиму Лон Нола. Американская авиация оказывала поддержку камбоджийской армии, а южновьетнамские войска ещё несколько раз вторгались в приграничные районы.
Относительно успешные действия южновьетнамской армии в Камбодже были восприняты американской администрацией как большое достижение «вьетнамизации». Это сыграло свою роль в принятии решения о вторжении в Лаос в 1971 году. Однако не был учтён тот факт, что в Камбодже южновьетнамская армия взаимодействовала с американскими наземными войсками, а сопротивление противника было относительно слабым. На лаосском фронте, в совершенно иных условиях, южновьетнамцы потерпели поражение.